# Krzyż Armii Krajowej
Krzyż Armii Krajowej – odznaczenie honorujące członków Polskiego Państwa Podziemnego z okresu II wojny światowej.

## Historia
Krzyż Armii Krajowej został ustanowiony w 22 rocznicę wybuchu powstania warszawskiego, 1 sierpnia 1966 przez gen. Tadeusza Komorowskiego ps. „Bór”, byłego dowódcę AK i ówczesnego przewodniczącego rady naczelnej Koła AK w Londynie. Szczegóły ustanowienia odznaczenia wydrukowano w „Dzienniku Polskim” z 2 września 1966.
Gen. Komorowski tak określił odznaczenie podczas zjazdu AK w 1966: Krzyż jest symbolem bezgranicznej ofiarności i poświęcenia w walce z okupantem i jednocześnie widomym znakiem rzetelnie spełnionego obowiązku żołnierskiego.
Opracowaniem regulaminu Krzyża Armii Krajowej zajmowała się powołana w tym celu komisja, której przewodniczył gen. Karol Ziemski. Po przeprowadzeniu konkursu został wybrany projekt odznaczenia, którego autorem był  artysta rzeźbiarz, inż. Andrzej Krzysztof Bobrowski, b. żołnierz AK ps. „Marek”.
Krzyż Armii Krajowej ustanowiono niezależnie od już istniejącej Odznaki Armii Krajowej, do posiadania której były uprawnione osoby, które służyły w Armii Krajowej przez okres co najmniej trzech miesięcy. W odróżnieniu od tego przyznanie Krzyża Armii Krajowej przewidziano również dla osób należących do AK bez względu na długość służby, jak również dla osób, które mimo że nie należały formalnie do AK, to uczestniczyły w walce z okupantem i oddały zasługi na rzecz tej organizacji. Uhonorowani odznaczeniem mogli być zarówno Polacy, jak też cudzoziemcy. Odznaczenie upamiętnia wysiłki żołnierzy Polski Podziemnej 1939–1945, co oznacza że był nadawany nie tylko żołnierzom AK, lecz także członkom organizacji ją poprzedzających (Służba Zwycięstwu Polski, Związek Walki Zbrojnej).

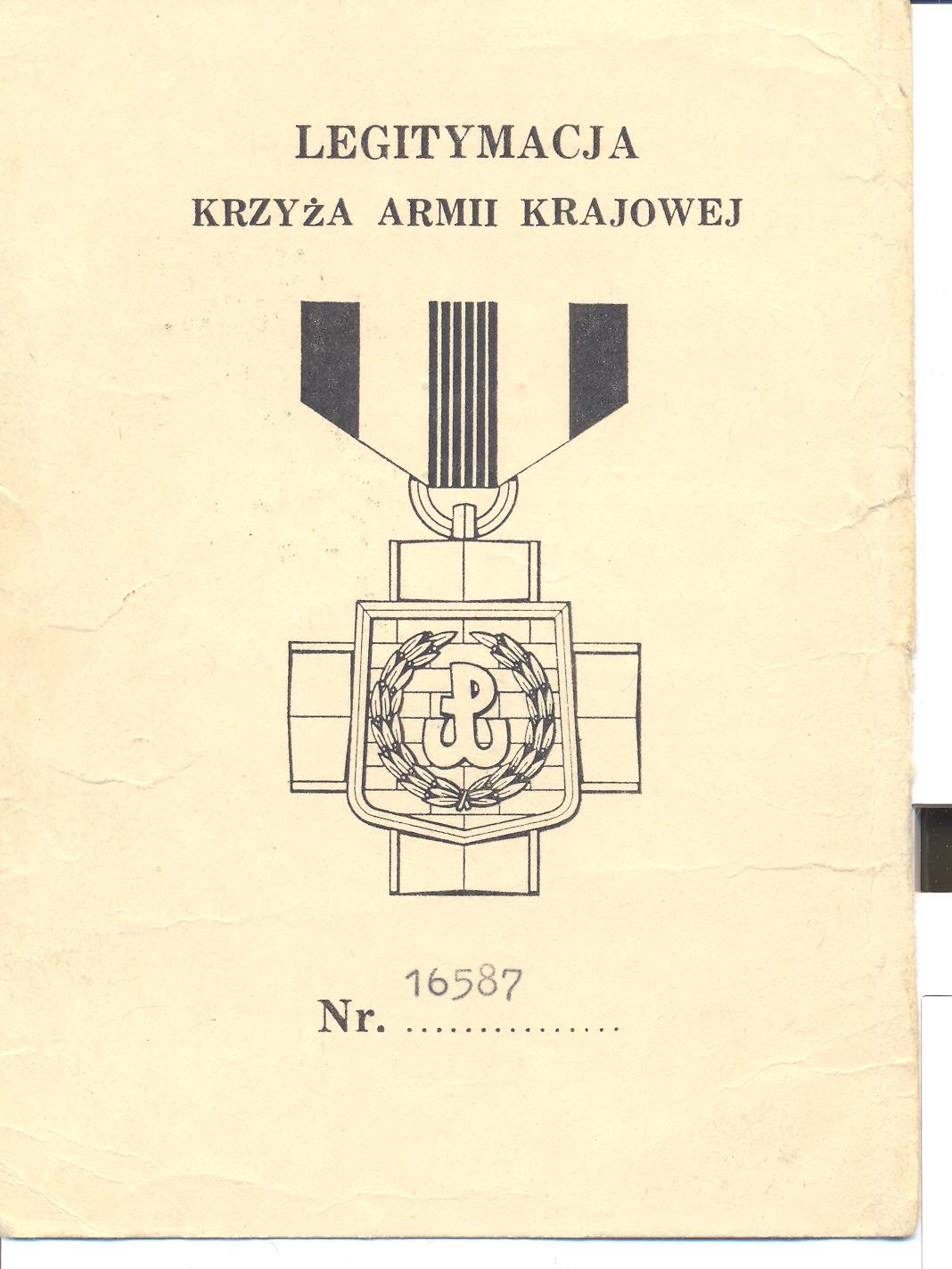
Legitymacja odznaczenia

Krzyż Armii Krajowej nadawano w Londynie. Nie został on przyjęty do systemu odznaczeń PRL (posiadanie legitymacji tego odznaczenia było zabronione przez Mieczysława Moczara, prezesa Zarządu Głównego Związku Bojowników o Wolność i Demokrację). Dopiero od 1992 został on uznany za polskie odznaczenie wojskowe, nadawane przez Prezydenta RP. Jego nadawanie uznano za zakończone z dniem 8 maja 1999.
Krzyż Armii Krajowej noszony jest w kolejności po aktualnych odznaczeniach państwowych.
Współczesną wersję odznaczenia opracował rzeźbiarz i medalier Edward Gorol.

## Odznaczeni
Pierwszy Krzyż Armii Krajowej nadano pośmiertnie gen. Stefanowi Roweckiemu ps. "Grot".